# Sentymentalny kpiarz
Sentymentalny kpiarz (hiszp. El chacotero sentimental: La película) – chilijski film obyczajowy z 1999 roku w reżyserii Cristiána Galaza.

## Fabuła
Inspiracją dla filmu była autentycznia audycja radiowa emitowana w jednej z popularnych stacji w Santiago. Słuchacze dzwonili do prezentera i opowiadali mu różne historie ze swojego życia, z miłością w najróżniejszych odcieniach jako tematem przewodnim. Film składa się z trzech segmentów, ukazujących trzy takie historie. Pierwsza opowiada o studencie przyprawiającym rogi swojemu sąsiadowi, który później okazuje się być jego krewnym. Druga to mroczna historia rodziny, w której jedna z młodziutkich córek zachodzi w ciążę. Poczęte dziecko jest owocem kazirodczego związku dziewczyny z jej własnym ojcem. Trzeci segment opowiada o młodym małżeństwie, które jest zmuszone zrezygnować z uprawiania seksu, bo w przeludnionym mieszkaniu nie może liczyć choćby na chwilę prywatności.

## Obsada
- Roberto Artiagoitía – DJ Rumpi
- Daniel Muñoz – Juan
- Lorene Prieto – Claudia
- Sergio Schmied – Lalo
- Martín Salinas – Pulga
- Ximena Rivas – Carmen
- Patricia Rivadeneira – Alicia

i inni

## Nagrody
Film otrzymał nagrody publiczności na festiwalach filmów latynoamerykańskich w Tuluzie i Chicago. Został także wyróżniony na festiwalu w Bogocie. Otrzymał także nagrodę dla najlepszego filmu roku od widzów chilijskiej wersji MTV.